# Ruschia kuboosana
Ruschia kuboosana är en isörtsväxtart som beskrevs av L. Bol. Ruschia kuboosana ingår i släktet Ruschia och familjen isörtsväxter. Inga underarter finns listade i Catalogue of Life.